# Rigoberto Guzmán
Rigoberto Guzmán (Atiquizaya, Ahuachapán, 11 de junio de 1932-Ibídem, 21 de junio de 2014) fue un entrenador y jugador de fútbol salvadoreño que jugaba en la demarcación de centrocampista.

## Biografía
Tras haber sido atleta en su juventud de los 800 y 3000 metros, se dedicó a su carrera como futbolista, debutando en 1959 con el CD Santa Anita. Un año más tarde fue traspasado al CD Juventud Olímpica. Durante su etapa en el club quedó subcampeón de la Primera División de El Salvador en la temporada 1963/64, jugando además para la selección de fútbol de El Salvador en un partido. Finalmente en 1968 se retiró como futbolista para cambiar su cargo a entrenador, siendo seleccionador de El Salvador para disputar los Juegos Olímpicos de México 1968. También entrenó al Atlante San Alejo, Adler San Nicolas, CD Atlético Marte, Cojutepeque FC y al CD Sonsonate.
Falleció el 21 de junio de 2014 a los 82 años de edad.

## Clubes

### Como futbolista
| Club                             | País        | Año         |
| -------------------------------- | ----------- | ----------- |
| Club Deportivo Santa Anita       | El Salvador | 1959 - 1960 |
| Club Deportivo Juventud Olímpica | El Salvador | 1960 - 1968 |

### Como entrenador
| Club                               | País        | Año     |
| ---------------------------------- | ----------- | ------- |
| Selección de fútbol de El Salvador | El Salvador | 1968    |
| Atlante San Alejo                  | El Salvador | ¿? - ¿? |
| Adler San Nicolas                  | El Salvador | ¿? - ¿? |
| CD Atlético Marte                  | El Salvador | ¿? - ¿? |
| Cojutepeque FC                     | El Salvador | ¿? - ¿? |
| CD Sonsonate                       | El Salvador | ¿? - ¿? |